# Contea di Geary
La contea di Geary in inglese Geary County è una contea dello Stato del Kansas, negli Stati Uniti. La popolazione al censimento del 2000 era di 27 947 abitanti. Il capoluogo di contea è Junction City